# 成田空港 空と大地の歴史館
成田空港 空と大地の歴史館（なりたくうこう そらとだいちのれきしかん、英: Narita Airport and Community Historical Museum）は、千葉県山武郡芝山町岩山にある成田空港問題（三里塚闘争）に関する資料館である。

## 概要
成田空港問題の歴史を後世に伝える常設展示施設として、2011年（平成23年）6月23日に開館した。
成田空港地域共生委員会（現・成田空港地域共生・共栄会議）の歴史伝承部会の事業を成田国際空港株式会社が継承し、「建設側と反対側の双方の観点から、バランスの良い展示に配慮する」というテーマで、開館の準備を進めた。
常設展示では、新東京国際空港（旧称）建設前に当地で営まれていた農業や戦後開拓の歴史、1960年代から1970年代における日本の流行、成田空港反対闘争の様子、管制塔占拠事件、政府側と熱田派の間で話し合いが行われたシンポジウムや円卓会議、成田国際空港の現在と将来に係る資料を展示している。
反対運動に関連した展示物として、以下のものが展示されている。
- 反対闘争に使用された実物のヘルメット（ゲバヘル）、火炎瓶、立木トラストの明認札[注釈 3]、連絡用のドラム缶[注釈 4]（レプリカ）
- A滑走路の実物大断面カットモデル

また、三里塚闘争が発生した時代背景として、当時の雑誌の表紙なども展示されている。
常設展示のほか、館内別室で企画展も行っている。
館内の「朝日のラウンジ」には、成田国際空港の共生施策実施情報・運用情報・航空機騒音測定結果の提供や航跡図の公開をする「空港情報コーナー」が存在する。
運営に当たっている係員は、新東京国際空港公団を定年退職した元職員であり、資料の解説や説明を希望する来館者に対して行なっている。
NAA歴史伝承委員会地域専門部会には、大学教授のほか、かつては反対同盟員だった人物も存在する。また、反対同盟熱田派の熱田元代表夫婦をはじめ、かつて三里塚芝山連合空港反対同盟に所属していた人物も、歴史館の協力者一覧に名前を連ねている。

## 沿革
- 1996年（平成8年）4月 - 成田空港地域共生委員会内に「共生会館（仮称）建設準備委員会」が設置される[7]。
- 1997年（平成9年）8月5日 - 成田空港地域共生委員会が歴史伝承部会を設置。
- 2004年（平成6年）4月 - 財団法人航空科学振興財団[注釈 5]の歴史伝承委員会に引き継がれる。
- 2009年（平成11年） - 成田国際空港株式会社が歴史伝承委員会を設置して事業を引き継ぎ、歴史伝承館（仮称）の開設に向けて動き出す。
- 2011年（平成23年）6月23日 - 成田空港 空と大地の歴史館が開館。
- 2016年（平成28年）7月1日 - 朝日のラウンジ内に「空港情報コーナー」が開設。

## 施設
航空科学博物館の敷地内東側にあり、建物は八角形である。
歴史館に隣接して、成田空港地域共生・共栄会議の事務所もある。

## 利用状況等
年間の見学者は年間1万人程度であり、施設は成田国際空港株式会社の新入社員や国家公務員の新入職員の研修の場としても活用されている。
一方、成田空港問題は現在も継続中であり、成田国際空港周辺には空港関連従事者と空港反対派との居住が共存しており、公立学校での取扱が難しいことから、地元の小中学校での社会科見学の対象とはなっていない。

## 反対意見
円卓会議に参加していない反対同盟（北原派）および中核派は歴史館の建設に反対していた。

## 利用案内
- 所在地：千葉県山武郡芝山町岩山113-2
- 開館時間：10:00 - 17:00
- 休館日：月曜日（国民の祝日の場合は翌日に順延）、年末年始（12月29日から1月3日まで）
- 入館料：無料

## ギャラリー
- 館内での写真撮影は現在禁止されている（以下の画像はいずれも許可を得て撮影）。

- 館内
- 朝日のラウンジ
- 連絡用ドラム缶（レプリカ）
- 少年行動隊旗
- 立ち木トラスト明認札
- 火炎瓶
- ゲバヘル等
- プロ青同ゲバヘル
- 全共闘ゲバヘル
- 婦人通信ゲバヘル
- A滑走路の断面
- 航空機運航妨害に用いられたアドバルーン

## 参考
- “活動年表”.   NAA歴史伝承委員会. 2017年3月28日閲覧。